# Jakub Sylvestr
Jakub Sylvestr (Banská Bystrica, 22 februari 1989) is een Slowaaks voetballer die bij voorkeur als aanvaller speelt. Hij tekende in 2014 bij FC Nürnberg. In 2010 debuteerde hij voor Slowakije.

## Clubcarrière
Sylvestr maakte in 2007 zijn opwachting in de Slowaakse competitie in het shirt van Slovan Bratislava. In 2009 werd hij kortstondig uitgeleend aan FC Petržalka. In 2010 werd de spits voor anderhalf miljoen euro verkocht aan het Kroatische Dinamo Zagreb. Na twee seizoenen trok hij naar het Duitse FC Erzgebirge Aue. In zijn eerste seizoen scoorde Sylvestr acht doelpunten uit tweeëndertig competitiewedstrijden in de 2. Bundesliga. Het seizoen erop werd hij topschutter van de competitie met zestien doelpunten uit vierendertig wedstrijden. In 2014 werd hij verkocht aan FC Nürnberg, dat gedegradeerd was naar de 2. Bundesliga. Op 3 augustus 2014 debuteerde Sylvestr voor Nürnberg tegen zijn ex-club Erzgebirge Aue. Hij scoorde het enige doelpunt van de wedstrijd.

## Interlandcarrière
In 2010 debuteerde Sylvestr voor Slowakije. Eén jaar later nam hij met Slowakije –21 deel aan het Europees kampioenschap voor spelers onder 21 jaar.

## Erelijst
FC Erzgebirge Aue
- Topscorer 2. Bundesliga

2014